# Rose Belle
Rose Belle – miasto na Mauritiusie, w dystrykcie Grand Port. Według danych szacunkowych na rok 2007 liczy 12 887 mieszkańców.